# 不可欠
| ウィキペディアには「不可欠」という見出しの百科事典記事はありません（タイトルに「不可欠」を含むページの一覧/「不可欠」で始まるページの一覧）。 代わりにウィクショナリーのページ「不可欠」が役に立つかもしれません。 |